# Mulifenua
Mulifenua is een onbewoond eiland in het Tokelause atol Fakaofo. Dicht bij het eiland ligt het wrak van de Ai Sokula, een vrachtschip dat er in 1987 zonk.

## Geografie
Mulifenua is het noordelijkste eiland van het atol, en met een lengte van 1,2 km ook een van de grootste. In het zuidoosten wordt het door het oceaanwater amper gescheiden van Vini, de boomkruinen van beide eilanden raken elkaar. Aan de andere kant is het eerstvolgende eiland van het rif het bewoonde Fenua Fala, 7,1 km naar het zuidwesten toe.
Akegamutu · Avaono · Falatutahi · Fale · Fenua Fala · Fenua Loa · Fugalei · Hakea · Hakea Mahaga · Heketai · Hugalu · Kaivai · Kapiomotu · Kauahua O Tanifa · Kavivave · Lapa · Logotaua · Manuafe · Manumea · Matakitoga · Metu · Motu Akea · Motu Iti · Motuloa · Motu Pelu · Mulifenua · Niue · Nukuheheke · Nukulakia · Nukumahaga Iti · Nukumahaga Lahi · Nukumatau · Ofuna · Olokalaga · Otafi Lahi · Otafi Loa · Otafi Loto · Otano · Pagai · Palea · Pataliga · Pukava · Tafolaelo · Talapeka · Te Afua Tau Lua · Te Afua Tau Tahi · Te Kau Afua O Humu · Te Lafu · Te Loto · Tenki · Te Papaloa · Vaiaha · Vini